# Tan-yondozo Vallis
La Tan-yondozo Vallis è una struttura geologica della superficie di Venere.